# Prague Pride 2024
Prague Pride 2024 byl čtrnáctý ročník festivalu LGBT+ hrdosti, který se tradičně koná v Praze od roku 2011. Tato akce proběhla v týdnu od 5. do 11. srpna 2024, přičemž hlavní průvod ulicemi města z Václavského námeští na Letnou se uskutečnil v sobotu 10. srpna. Policie odhadovala účast v průvodu na desítky tisíc lidí, zhruba podobně jako v předchozím roce, kdy byla kolem 60 tisíc. Akce se obešla až na několik provokací ze strany odpůrců bez výraznějších konfliktů.

## Program
Akce měla, jako již tradičně, i svůj náboženský rozměr. Dělo se tak formou přednášek (Žena a rodina v hebrejské Bibli a v rabínské tradici. Manželství stejnopohlavních párů v pohledu dnešních teologií), debat (Žehnání lásky: cesta k inkluzi v církvích) či prezentací projektů (Víra v barvách duhy). Úvodní debatu moderoval Jaroslav Lorman. Na závěr se konala ekumenická bohoslužba v kostele svatého Martina ve Zdi.

## Fotogalerie

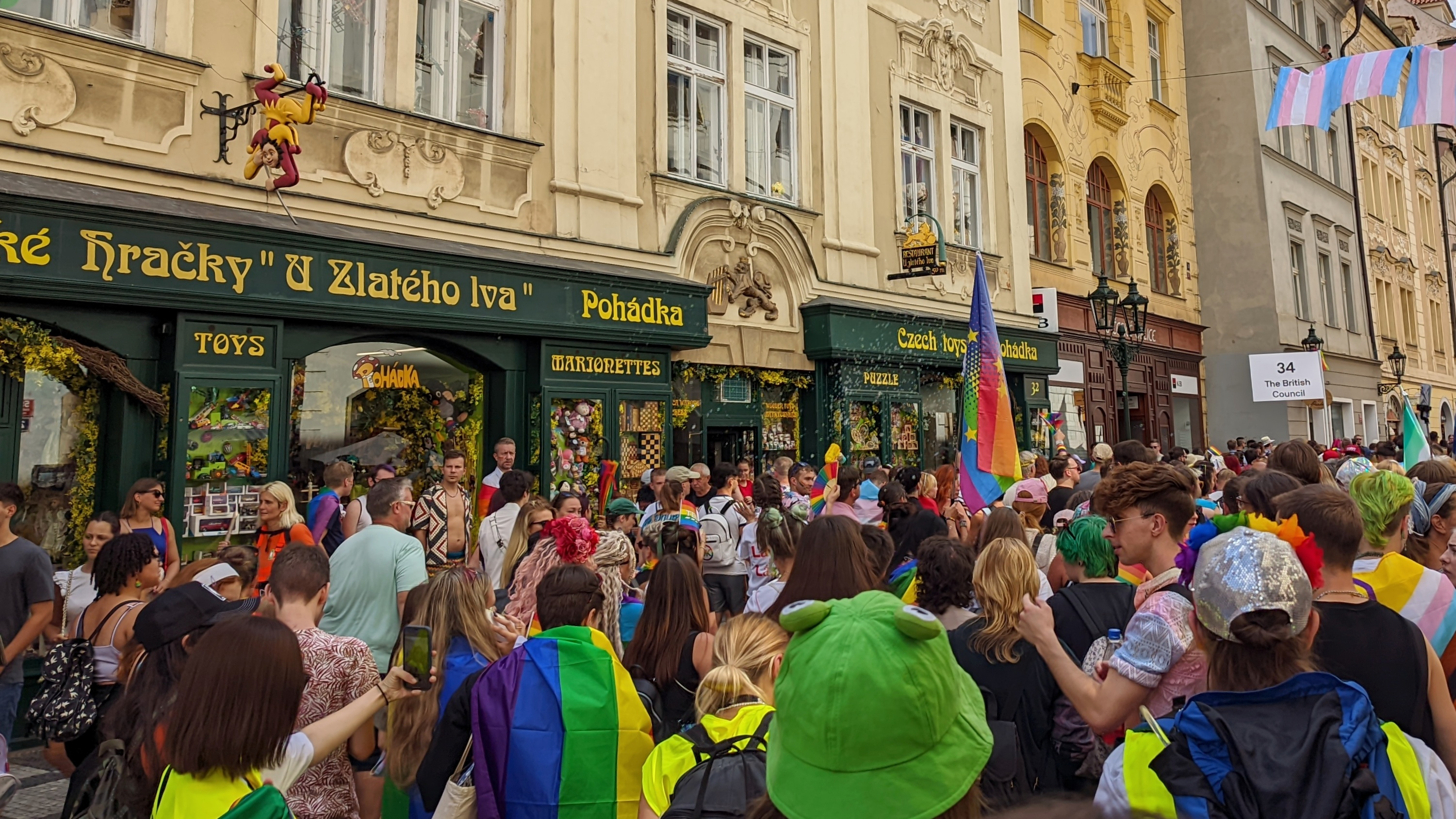
Průvod v Celetné ulici
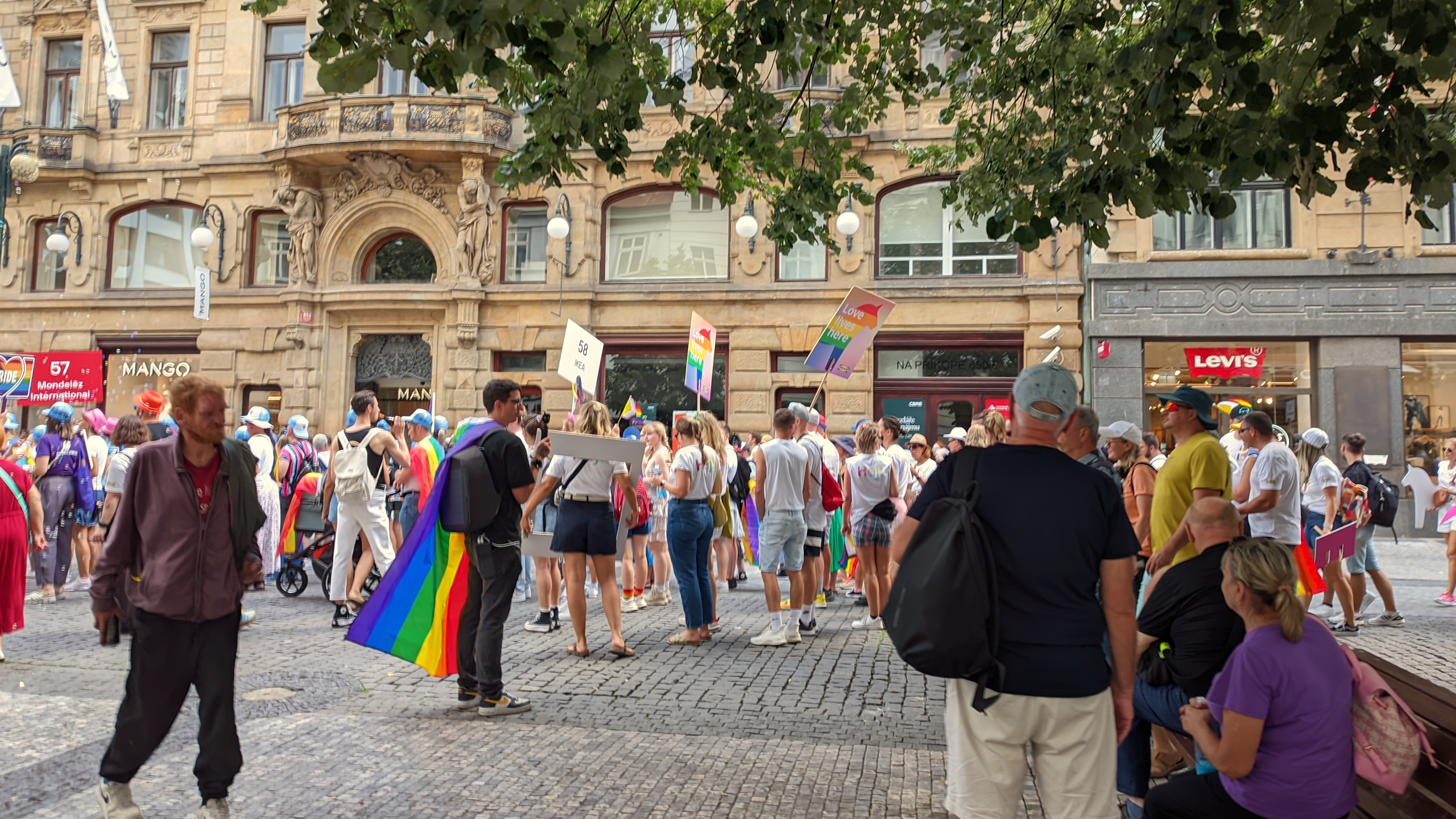
Průvod na Václavském náměstí